# Layla Al-Attar

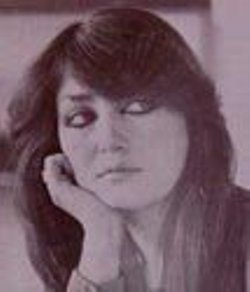
Layla Al-Attar

 Layla Al-Attar (arabisch ليلى العطار, DMG Lailā al-ʿAṭṭār; * 7. Mai 1944 in Bagdad, Irak; † 27. Juni 1993 ebenda) war eine irakische Malerin. Sie war eine der ersten Frauen, die einen Abschluss am Baghdad College of Fine Arts erhielten, und war in den 1970er und 1980er Jahren eine der angesehensten und einflussreichsten Malerinnen des Irak.

## Leben und Werk

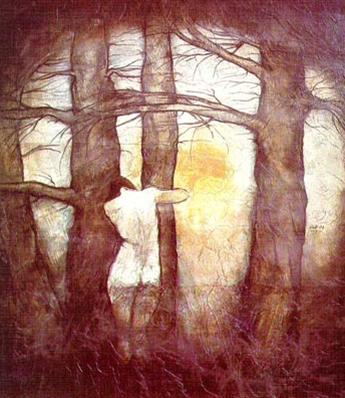
Gemälde ohne Titel von Layla al-Attar

Al-Attar war das jüngste von drei Kindern und wurde von ihrer ältesten Schwester Saud Al-Attar überlebt, die ebenfalls eine renommierte Künstlerin ist. 1955 gewann sie den ersten Preis bei einem Weltwettbewerb für Kinderzeichnungen in Neu-Delhi, Indien. Sie studierte von 1962 bis 1965 am Baghdad College of Fine Arts und war eine der ersten weiblichen Absolventen der Akademie.
1966 gründete sie die „Adam and Eve Group“ und nahm an ihrer ersten Gründungsausstellung in Bagdad teil. 1968 war sie Teilnehmerin an der ersten Ausstellung der Basra-Gemeinde in der Halle des Nationalmuseums für moderne Kunst in Bagdad. Zu ihren Einzelausstellungen zählen Shahrazad and Shahryar im National Museum of Modern Art im Jahr 1973 und Women, Land, Giving in der Al-Riwaq Hall im Jahr 1980. Al-Attar nahm an allen nationalen und anderen Gemeinschaftsausstellungen teil, die im In- und Ausland durchgeführt wurden, zusätzlich zu fünf Einzelausstellungen im Irak. Ihre Kunstwerke wurden 1973 und 1981 auf den Biennalen in Kuwait sowie 1974 und 1976 auf der ersten und zweiten arabischen Biennale in Bagdad gezeigt und sie gewann 1984 den Golden Sail Award auf der 7. Kuwait Biennale. 1985 wurde sie Direktorin des Centers for National Art, das heute als Iraqi Museum of Modern Art bekannt ist, und dann Direktorin des Saddam Center for the Arts.
Am 27. Juni 1993 wurden Al-Attar, ihr Ehemann und ihre Haushälterin durch einen US-Raketenangriff auf das Hauptgebäude des irakischen Geheimdienstes direkt hinter ihrem Haus getötet. Das Gebäude wurde von 24 Raketen getroffen, zwei verfehlten das Ziel und trafen versehentlich ihr Haus. Bei dem Angriff verlor Al-Attars Tochter ein Auge.
Al-Attar entwarf ein Mosaik des US-Präsidenten George H. W. Bush auf dem Boden am Eingang des Al-Rashid-Hotels in Bagdad, unter dem der Satz Bush is Criminal stand. Das Mosaik wurde entfernt, als Bagdad am 9. April 2003 eingenommen wurde.
Die Arbeiten von Al-Attar wurden mehrfach versteigert. Zu den verkauften Werken der Künstlerin gehört Woman In A Forest , das 2010 bei Christie’s Dubai 37.500 USD erzielte.